# Les Tonils
Les Tonils är en kommun i departementet Drôme i regionen Auvergne-Rhône-Alpes i sydöstra Frankrike. Kommunen ligger i kantonen Bourdeaux som tillhör arrondissementet Die. År 2022 hade Les Tonils 22 invånare.

## Befolkningsutveckling
Antalet invånare i kommunen Les Tonils
Referens:INSEE